# Televizní cena Britské akademie
Televizní cena Britské akademie (angl. British Academy Television Award) je ocenění v oblasti televizní tvorby udělované Britskou akademií filmového a televizního umění. Zkráceně je nazýváno též jako cena BAFTA. Ceny se udělují každoročně od roku 1955 a jsou obdobou amerického ocenění Emmy.